# Летописец начала царства
«Летописец начала царства» (в русской традиции: «Летописец начала царства царя и великого князя Ивана Васильевича всея Русии») — официальная летопись, описывающая период истории России с 1533 по 1552 год.
Памятник основан на документальных материалах и освещает политику, военные операции, дворцовые церемонии и градостроительство. Летописец был написан в связи с взятием Казани (1552). Впоследствии многократно редактировался. Новые правки усиливали критику бояр и возвеличивали Алексея Адашева, который считается составителем первой редакции памятника. В редакции, составленной до 1556 года, вошёл в Никоновскую летопись. В редакцию 1556 года позднее были добавлены статьи 1556—1558 годов с двумя реформами Адашева. Другая редакция доводила описание до 1560 года (в этом году Адашев попал под опалу). После этого летописные записи стали заноситься в черновые тетради, которые хранились в архиве царя. В середине 1560-х годов летописец в редакции 1560 года вошёл в Свод 1560 года, который был отражён в Львовской летописи. Согласно «Описи царского архива», в 1568 году летописец в редакции 1560 года и «тетрати» были перевезены в Александровскую слободу — постоянную резиденцию Ивана Грозного, где подверглись обработке. После 1568 года в связи с потрясениями в государстве официальное летописание было прервано до конца XVI века.